# All I Want for Christmas Is You
"All I Want for Christmas Is You" er en julesang skrevet af Mariah Carey og Walter Afanasieff og første gang indsunget af Carey selv. Denne udgave udkom 1. november 1994 som den single fra albummet Merry Christmas, der var størst forventninger til. Sangen er kærlighedssang i hurtigt tempo og indeholder blandt andet juleklokker, synthesizer og et markant korarbejde.
Der blev lavet to videoer til sangen: Den mest udbredte viser Carey i en grynet, hjemmevideo-agtig film med små klip fra hendes julepyntede hjem med familie og hunde samt Carey i julekostume med snefald uden for vinduerne. Hendes daværende mand dukker op klædt ud som julemanden, der giver Carey en gave og drager af sted igen på en rød slæde. Den anden video er i sort/hvid og viser Carey klædt i 1960'er-stil som en hyldest til 1960'er-gruppen The Ronettes; hun er sammen med et baggrundskor og nogle kvindelige dansere.
Mariah Carey har sunget "All I Want for Christmas Is You" under adskillige tv-optrædener og på turneer gennem hele sin karriere. I 2010 genindspillede hun sangen til albummet Merry Christmas II You, og i 2011 indspillede hun den som duet med Justin Bieber til hans album Under the Misteltoe.
Sangen er blevet rost i flere sammenhænge. For eksempel blev den i The New Yorker betegnet som "en af de få værdige tilføjelser til julekataloget". Den er blevet en fast del af julepoprepertoiret. Sangen var en kommerciel succes og toppede hitlisterne i lande som Ungarn, Tjekkiet, Holland, Norge, Slovenien og Spanien, nåede andenpladsen i Australien, Japan og Storbritannien og nåede i top ti i en række andre lande.

## Hitlister
| Hitliste (1994–2018)                             | Højeste placering |
| ------------------------------------------------ | ----------------- |
| Australien (ARIA)                                | 2                 |
| Belgien (Ultratop 50 Flanderen)                  | 5                 |
| Brasilien (Hot 100 Airplay)                      | 3                 |
| Canada (Canadian Hot 100)                        | 4                 |
| Tjekkiet (Singles Digitál Top 100)               | 1                 |
| Danmark (Tracklisten)                            | 1                 |
| Europa (European Hot 100 Singles)                | 4                 |
| Finland (Suomen virallinen lista)                | 2                 |
| Frankrig (SNEP)                                  | 2                 |
| Grækenland Digitale sange (Billboard)            | 3                 |
| Holland (Dutch Top 40)                           | 3                 |
| Holland (Single Top 100)                         | 1                 |
| Irland (IRMA)                                    | 3                 |
| Italien (FIMI)                                   | 4                 |
| Island (Íslenski Listinn Topp 40)                | 14                |
| Japan (Oricon Singles Chart)                     | 2                 |
| Japan (Japan Hot 100)                            | 6                 |
| Japan Hot Overseas (Billboard)                   | 1                 |
| New Zealand (RIANZ)                              | 4                 |
| Norge (VG-lista)                                 | 1                 |
| Polen (Polish Airplay Top 100)                   | 7                 |
| Portugal (AFP)                                   | 5                 |
| Portugal Digital Songs (Billboard)               | 1                 |
| Schweiz (Schweizer Hitparade)                    | 2                 |
| Slovakiet (Singles Digitál Top 100)              | 1                 |
| Slovenia (SloTop50)                              | 1                 |
| Skotland (Official Charts Company)               | 2                 |
| Spanien (PROMUSICAE)                             | 4                 |
| Storbritannien Singles (Official Charts Company) | 2                 |
| Storbritannien R&B (Official Charts Company)     | 1                 |
| Sverige (Sverigetopplistan)                      | 1                 |
| Tyskland (Official German Charts)                | 2                 |
| Ungarn (Single Top 40)                           | 1                 |
| Ungarn (Stream Top 40)                           | 1                 |
| USA Billboard Hot 100                            | 6                 |
| USA Adult Contemporary (Billboard)               | 6                 |
| USA Adult Top 40 (Billboard)                     | 27                |
| USA Holiday 100 (Billboard)                      | 1                 |
| USA Mainstream Top 40 (Billboard)                | 9                 |
| USA Rhythmic (Billboard)                         | 14                |
| Østrig (Ö3 Austria Top 40)                       | 2                 |

## Andre kunstneres fortolkninger
Sangen har været fremført af en lang række andre kunstnere gennem årene, heriblandt:
- Shania Twain, livefremførelser 1998
- Miley Cyrus, livefremførelse 2007
- Lady Antebellum, på ep'en A Merry Little Christmas 2010
- Michael Bublé, på albummet Christmas 2011
- Ariana Grande, livefremførelse 2012
- Kylie Minogue og Mumford & Sons, livefremførelse 2015
- Hanson, på albummet Finally It's Christmas 2017